# Liste der von der FIFA-Ethikkommission gesperrten Personen
Die Liste führt alle Personen auf, die von der Ethikkommission der FIFA gesperrt wurden: 

## 2010
- 17. November: Amos Adamu
drei Jahre Sperre
- 17. November: Reynald Temarii, Präsident der Oceania Football Confederation, Vizepräsident der FIFA
ein Jahr Sperre, Geldstrafe in Höhe von 4500 Euro

## 2012
- 17. Dezember: Mohamed bin Hammam, Präsident der Asian Football Confederation, Mitglied des FIFA-Exekutivkomitees
lebenslange Sperre

## 2013
- 30. April: Manilal Fernando, ehemaliger Präsident der Football Federation of Sri Lanka, Mitglied des FIFA-Exekutivkomitees
zunächst acht Jahre Sperre, im Oktober 2013 lebenslange Sperre, bestätigt vom Internationalen Sportgerichtshof am 30. März 2015[1]

## 2014
- 13. Juni: Franz Beckenbauer, ehemaliger Vizepräsident des Deutschen Fußball-Bundes
provisorische 90-Tage-Sperre, sie wurde am 27. Juni 2014 widerrufen
- 15. Oktober: Ganbold Buyannemekh
fünf Jahre Sperre
- 4. November: Ganesh Thapa
provisorische 120-Tage-Sperre, sie wurde am 20. März 2015 um 90 Tage verlängert
- 10. November: Edmond Bowen
drei Jahre Sperre
- 27. November: Alberto Colaco
drei Jahre Sperre

## 2015
- 12. Mai: Reynald Temarii, Präsident der Oceania Football Confederation, Vizepräsident der FIFA
acht Jahre Sperre
- 27. Mai: Jeffrey Webb, Präsident der Cayman Islands Football Association, Präsident der CONCACAF, Mitglied des FIFA-Exekutivkomitees 
provisorisch bis auf Weiteres gesperrt, M
- 27. Mai: Eduardo Li Sánchez, Präsident der Federación Costarricense de Fútbol, Mitglied des CONCACAF-Exekutivkomitees
provisorisch bis auf Weiteres gesperrt
- 27. Mai: Julio Rocha
provisorisch bis auf Weiteres gesperrt
- 27. Mai: Costas Takkas
provisorisch bis auf Weiteres gesperrt
- 27. Mai: Jack Warner, bis 2011 FIFA-Vize-Präsident, CONCACAF-Präsident und Präsident der Caribbean Football Union
provisorisch bis auf Weiteres gesperrt, am 29. September lebenslange Sperre[2]
- 27. Mai: Eugenio Figueredo
provisorisch bis auf Weiteres gesperrt
- 27. Mai: Rafael Esquivel
provisorisch bis auf Weiteres gesperrt
- 27. Mai: José Maria Marin
provisorisch bis auf Weiteres gesperrt
- 27. Mai: Nicolás Leoz
provisorisch bis auf Weiteres gesperrt
- 27. Mai: Daryll Warner
provisorisch bis auf Weiteres gesperrt
- 27. Mai: Chuck Blazer
provisorisch bis auf Weiteres gesperrt
- 28. Mai: Aaron Davidson
provisorisch bis auf Weiteres gesperrt
- 1. Juni: Enrique Sanz
provisorisch bis auf Weiteres gesperrt
- 1. Juni: Jean Guy Blaise Mayolas
provisorisch bis auf Weiteres gesperrt
- 1. Juni: Badji Mombo Wantete
provisorisch bis auf Weiteres gesperrt
- 6. Juli: Harold Mayne-Nicholls
sieben Jahre Sperre
- 9. Juli: Chuck Blazer
lebenslange Sperre
- 8. Oktober: Joseph S. Blatter, Präsident der FIFA
provisorische 90-Tage-Sperre
- 8. Oktober: Michel Platini, Präsident der UEFA
provisorische 90-Tage-Sperre
- 8. Oktober: Jérôme Valcke, Generalsekretär der FIFA
provisorische 90-Tage-Sperre, am 12. Februar 2016 zwölf Jahre Sperre, am 5. Juli 2016 von der FIFA-Berufungskommission auf zehn Jahre reduziert[2]
- 8. Oktober: Chung Mong-Joon, Mitglied des FIFA-Exekutivkomitees
sechs Jahre Sperre, Geldstrafe in Höhe von 100.000 Schweizer Franken
- 12. Oktober: Worawi Makudi, Präsident der Football Association of Thailand, Mitglied des FIFA-Exekutivkomitees
provisorische 90-Tage-Sperre, am 9. Januar 2016 Verlängerung der Sperre um 45 Tage, am 22. Februar 2016 Verlängerung der Sperre um drei Monate[2]
- 14. Oktober: Lindile Kika
sechs Jahre Sperre
- 16. November: Ganesh Thapa
zehn Jahre Sperre, Geldstrafe in Höhe von 20.000 Schweizer Franken
- 16. November: Viphet Sihachakr
zwei Jahre Sperre, Geldstrafe in Höhe von 40.000 Schweizer Franken
- 4. Dezember: Juan Ángel Napout
provisorische 90-Tage-Sperre
- 4. Dezember: Alfredo Hawit
provisorische 90-Tage-Sperre
- 21. Dezember: Sepp Blatter, Präsident der FIFA
acht Jahre Sperre
- 21. Dezember: Michel Platini, Präsident der UEFA
acht Jahre Sperre

## 2016
- 9. Januar: Worawi Makudi
Verlängerung der Sperre um 45 Tage, am 22. Februar 2016 für weitere drei Monate verlängert[2]
- 17. Februar: Franz Beckenbauer, ehemaliger deutscher Fußballspieler
Geldstrafe von 6300 Euro und Verwarnung[3]
- 14. März: Leslie Sedibe
fünf Jahre Sperre[2]
- 14. März: Steve Goddard
zwei Jahre Sperre[2]
- 14. März: Adeel Carelse
zwei Jahre Sperre[2]
- 29. April: Lionel Haven
fünf Jahre Sperre[2]
- 6. Mai: Sergio Jadue
lebenslange Sperre[2]
- 6. Mai: Luis Bedoya
lebenslange Sperre[2]
- 25. Juli: Wolfgang Niersbach, ehemaliger Präsident des DFB
ein Jahr Sperre[2]
- 25. Juli: Ndong Ed
zwei Jahre Sperre[2]
- 9. September: Jeffrey Webb
lebenslange Sperre[2]
- 18. Oktober: Worawi Makudi
fünf Jahre Sperre[2]
- 16. November: Saoud Al-Mohannadi
ein Jahr Sperre[2]
- 8. Dezember: Kirsten Nematandani
fünf Jahre Sperre[2]
- 8. Dezember: Jonathan Musavengana
lebenslange Sperre[2]
- 8. Dezember: Banna Tchanile
lebenslange Sperre[2]
- 19. Dezember: Rafael Leonardo Callejas
lebenslange Sperre[4]
- 19. Dezember: Alfredo Hawit
lebenslange Sperre[4]

## 2017
- 20. Januar: Najeeb Chiraka
lebenslange Sperre[2]
- 28. Februar: Amos Adamu
zwei Jahre Sperre[2]
- 3. April: Brayan Jiménez
lebenslange Sperre[2]
- 28. April: Richard Lai
lebenslange Sperre[5]

## Quelle
- 35-mal Rot, In: Süddeutsche Zeitung, Nr. 295, 22. Dezember 2015